# Surf Air
Surf Air ist eine „Flatrate“-Fluggesellschaft, die von Kalifornien aus operiert. Um Mitglied dieser Gesellschaft zu werden, ist eine Aufnahmegebühr von 1000 USD nötig. Der monatliche Mitgliedsbeitrag beläuft sich mit Stand Juli 2016 auf 2000 USD. Mit einer Mitgliedschaft ist es möglich, unbegrenzt alle angebotenen Ziele anzufliegen.

## Geschichte
Die Gesellschaft wurde von David Eyerly, Wade Eyerly, Peter Bi, Scott Porter, Cory Cozzens und Reed Farnsworth im Jahr 2013 gegründet. Noch im selben Jahr bekam die zu den Zeitpunkt noch nicht aktive Airline 9 Millionen USD von verschiedenen Investoren, sowie 500.000 USD von VegasTechFund, Velos Partners, sowie Base Ventures. Im August 2014 sicherte sich Surf Air eine 5-Jahres-Lieferung für 15 neue Pilatus PC-12 im Wert von 65 Millionen USD sowie eine Option für bis zu 50 weitere Flugzeuge innerhalb der nächsten 5 Jahre. Drei Flugzeuge wurden noch im Jahr 2014 ausgeliefert, mit denen dann auch der Flugbetrieb aufgenommen wurde.
Im Jahr 2015 sollten 9 weitere Flugzeuge zur Flotte dazu stoßen.
Im Februar 2015 trat Wade Eyerly als Geschäftsführer zurück und der ehemalige Geschäftsführer von Frontier Airlines trat der Fluggesellschaft als neuer Chef bei. Zu diesem Zeitpunkt hatte sie bereits über 430 Mitglieder. Laut der amerikanischen Zeitschrift Barrons's soll die Flatrate-Gesellschaft bereits zu diesem Zeitpunkt über 100 Menschen auf der Warteliste haben.
Im Jahre 2016 expandierte die Gesellschaft nach Europa. Die Aufnahmegebühr kostete in Europa 1300 Euro und monatlich zahlte man 3250 Euro Mitgliedsbeitrag. Aufgrund von zu geringer Nachfrage und Zahlungsunfähigkeit der in London ansässigen Surf Air Europe wurde deren Geschäftsbetrieb jedoch Ende November 2018 eingestellt und die Liquidation eingeleitet. Das Unternehmen gab hierzu an, sich in Zukunft alleinig auf den US-amerikanischen Markt konzentrieren zu wollen.
Am 19. Mai 2022 wurde bekannt gegeben, dass Surf Air mit Southern Airways Corporation, der Muttergesellschaft von Southern Airways Express fusionieren wird. Surf Air ist dabei die übernehmende Gesellschaft.

## Flugziele
Die Gesellschaft bot ihren mit Stand Juli 2016 rund 3000 Mitgliedern 85 tägliche Flüge an zwölf Destinationen der Westküste der Vereinigten Staaten an. In Zusammenarbeit mit TAG Aviation waren Flatrateflüge in Europa zwischen London, Zürich, Genf und Cannes geplant, 2017 sollten weitere Destinationen in Europa angeboten werden.

## Flotte
Stand Mai 2015 besitzt Surf Air  11 Flugzeuge, sowie 12 Bestellungen:
- 11 Pilatus PC-12 (jeweils 8 Sitzplätze)

Bestellungen
- 12 Pilatus PC-12 (Bestellungen sind die NG Version, Option für bis zu 50 weitere)